# St. Bartholomäus (Kleineibstadt)

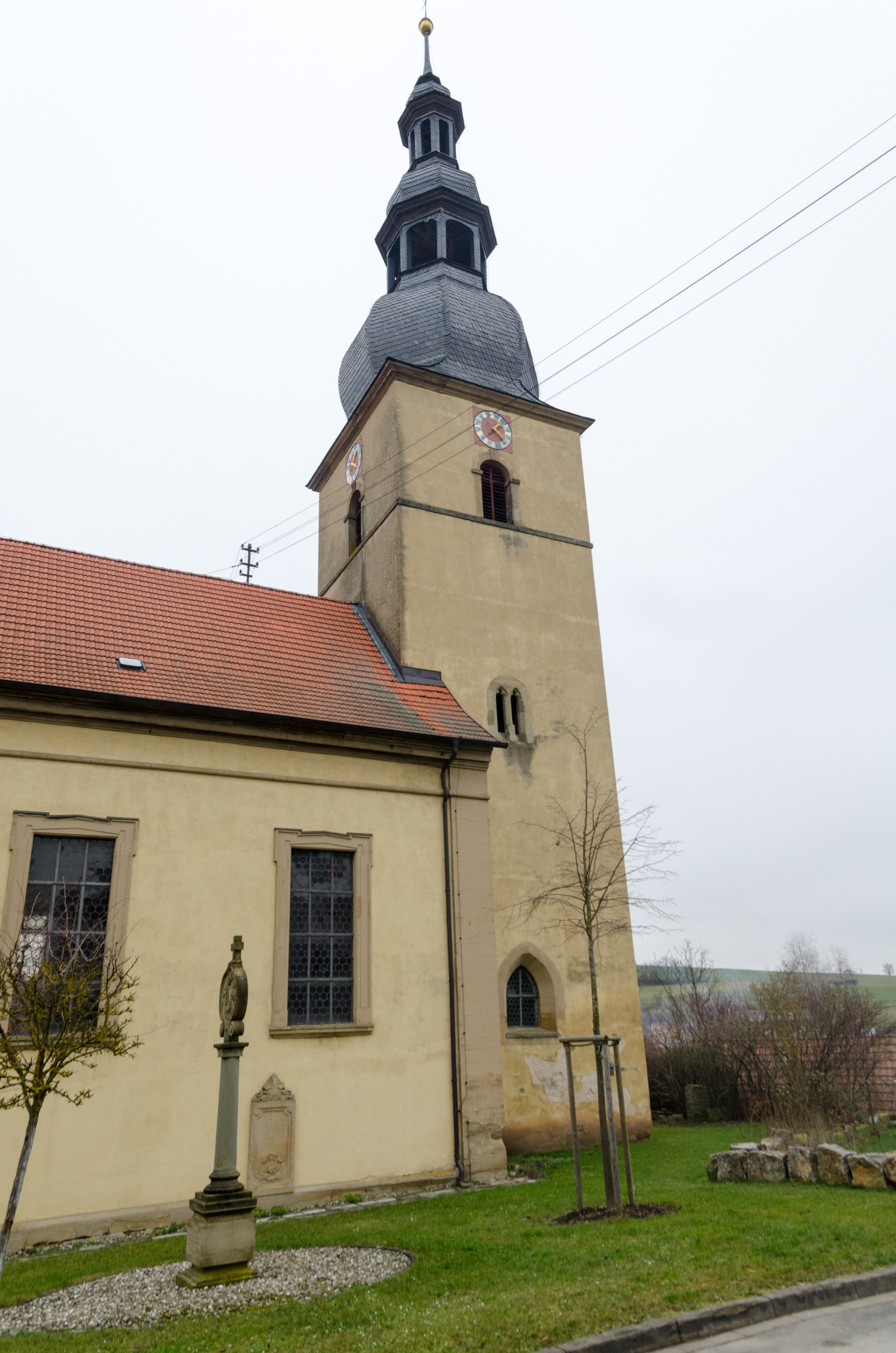
St. Bartholomäus in Kleineibstadt

St. Bartholomäus ist eine römisch-katholische Filialkirche in Kleineibstadt, einem Gemeindeteil von Großeibstadt im unterfränkischen Landkreis Rhön-Grabfeld. Der Turm des denkmalgeschützten Bauwerks ist mittelalterlich. Die Pfarrei gehört zur Pfarreiengemeinschaft Westliches Grabfeld (Großeibstadt) im Dekanat Bad Neustadt des Bistums Würzburg.

## Beschreibung
Das mit einem Satteldach bedeckte Langhaus der Saalkirche wurde von 1734 bis 1736 an den um 1300 errichtet Chorturm angebaut, der zu dieser Zeit um ein Geschoss, das die Turmuhr und den Glockenstuhl beherbergt, aufgestockt und mit einer gestuften Welschen Haube bedeckt wurde.

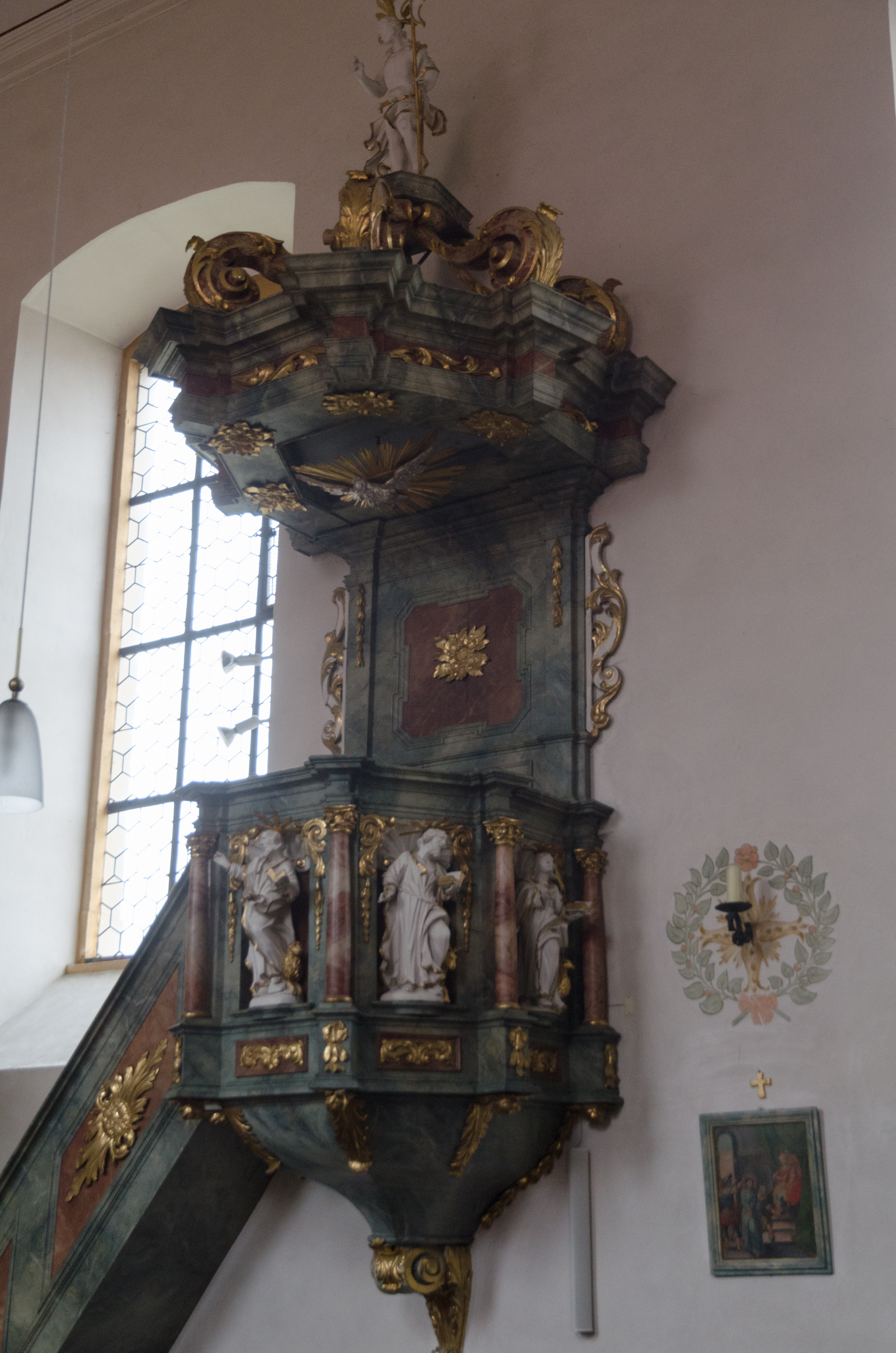
Kanzel
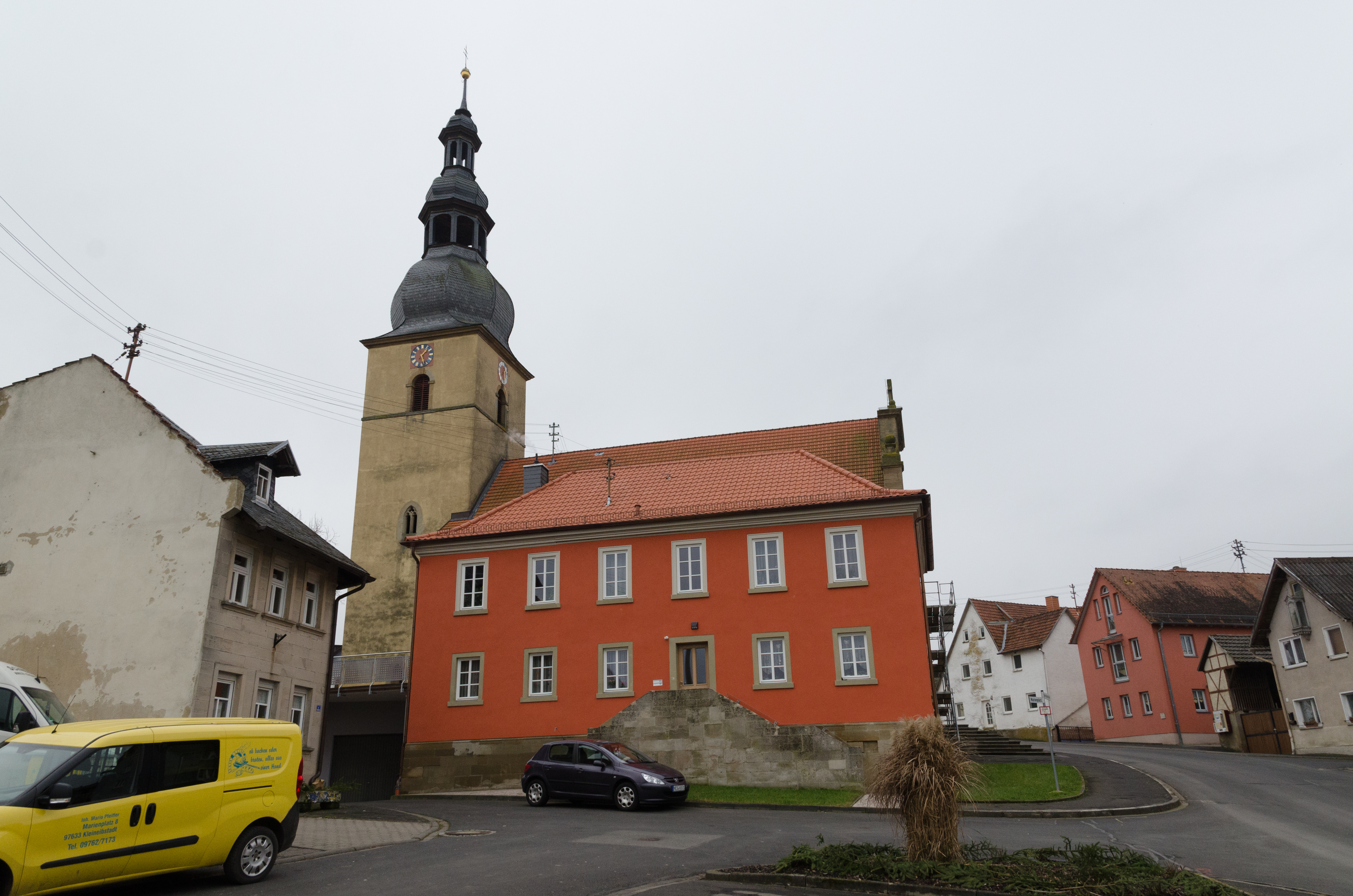
Kirchengebäude, Nordseite
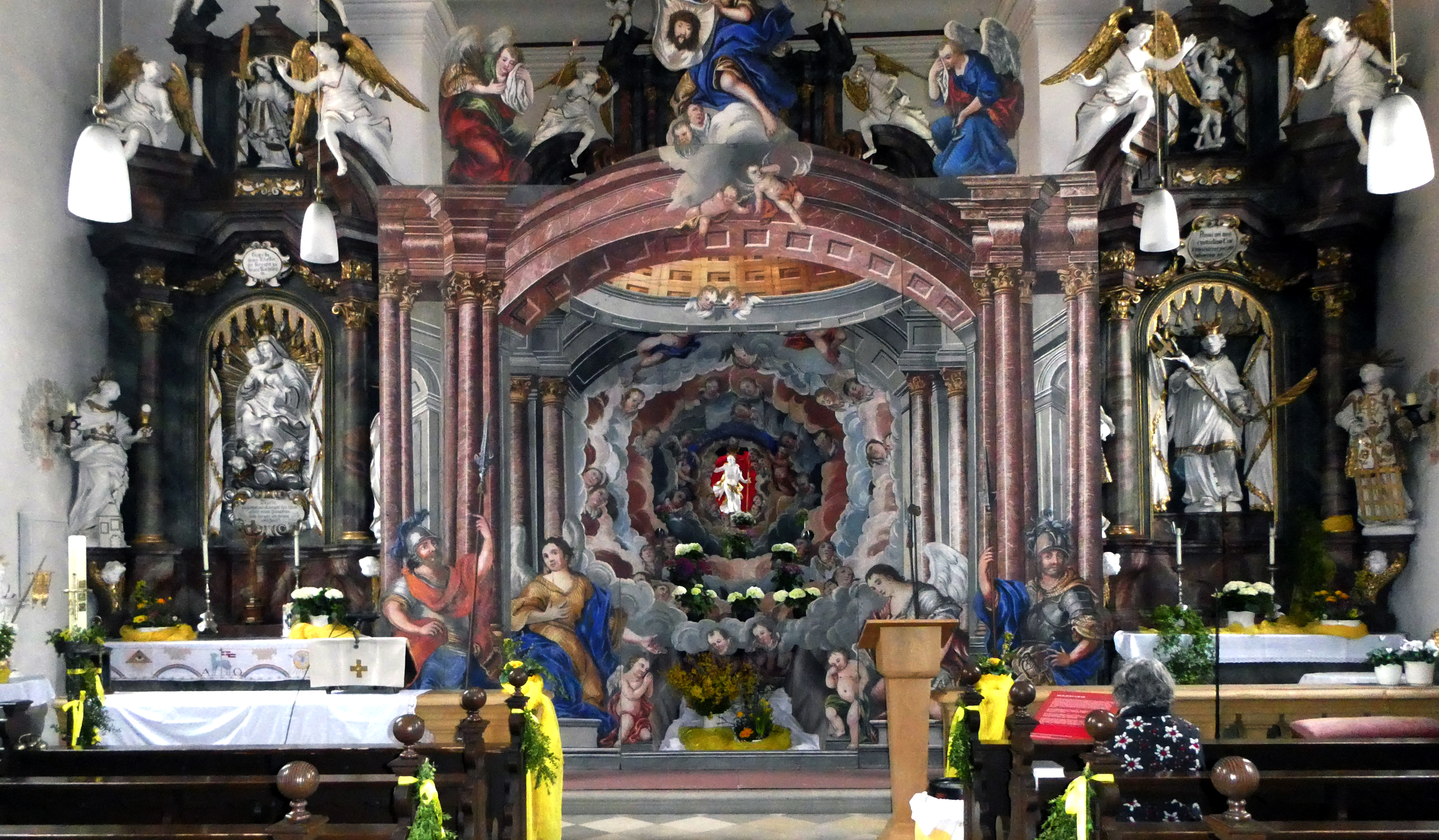
Altarraum mit Heiligem Grab
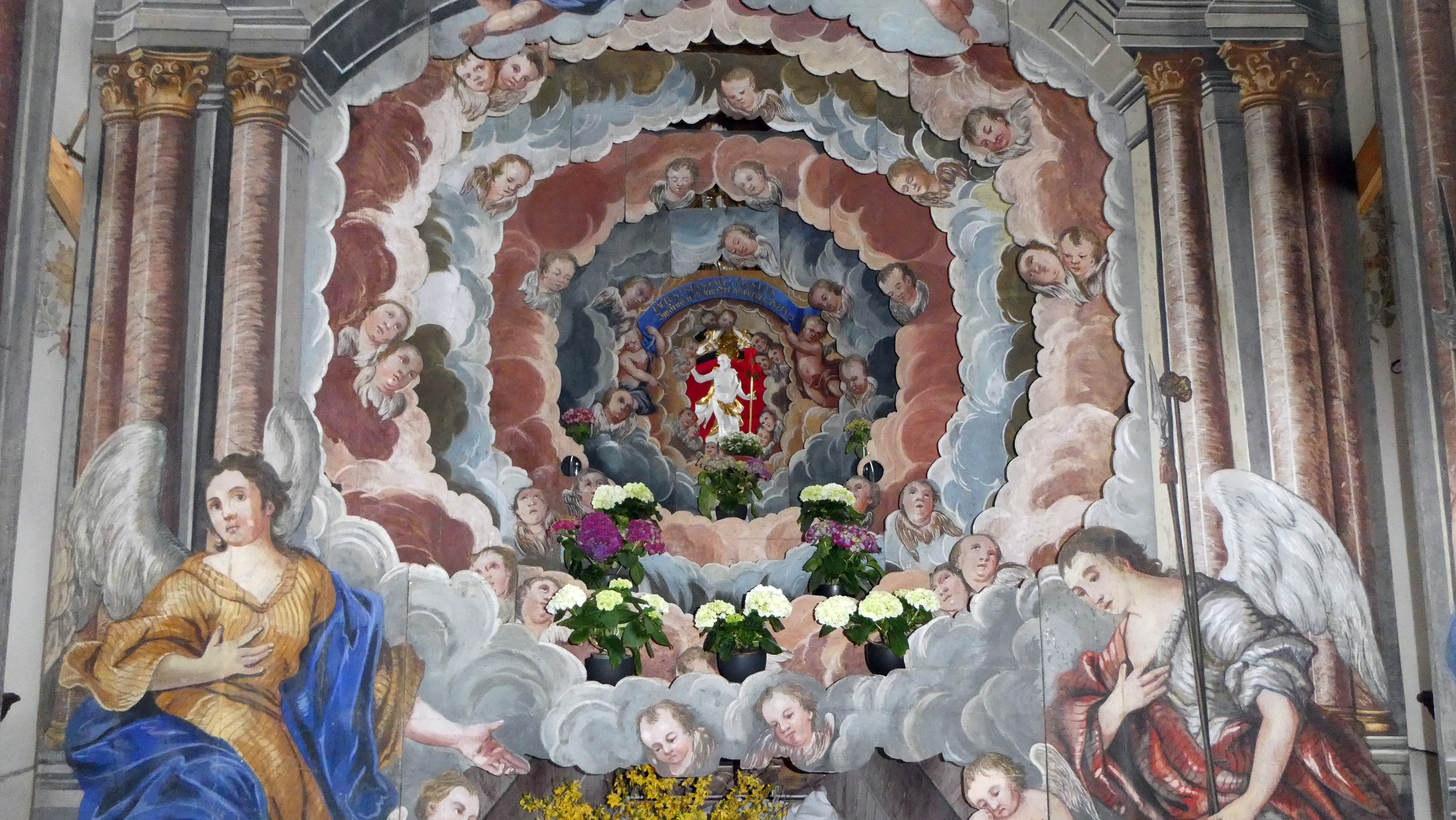
Das Heilige Grab von Kleineibstadt
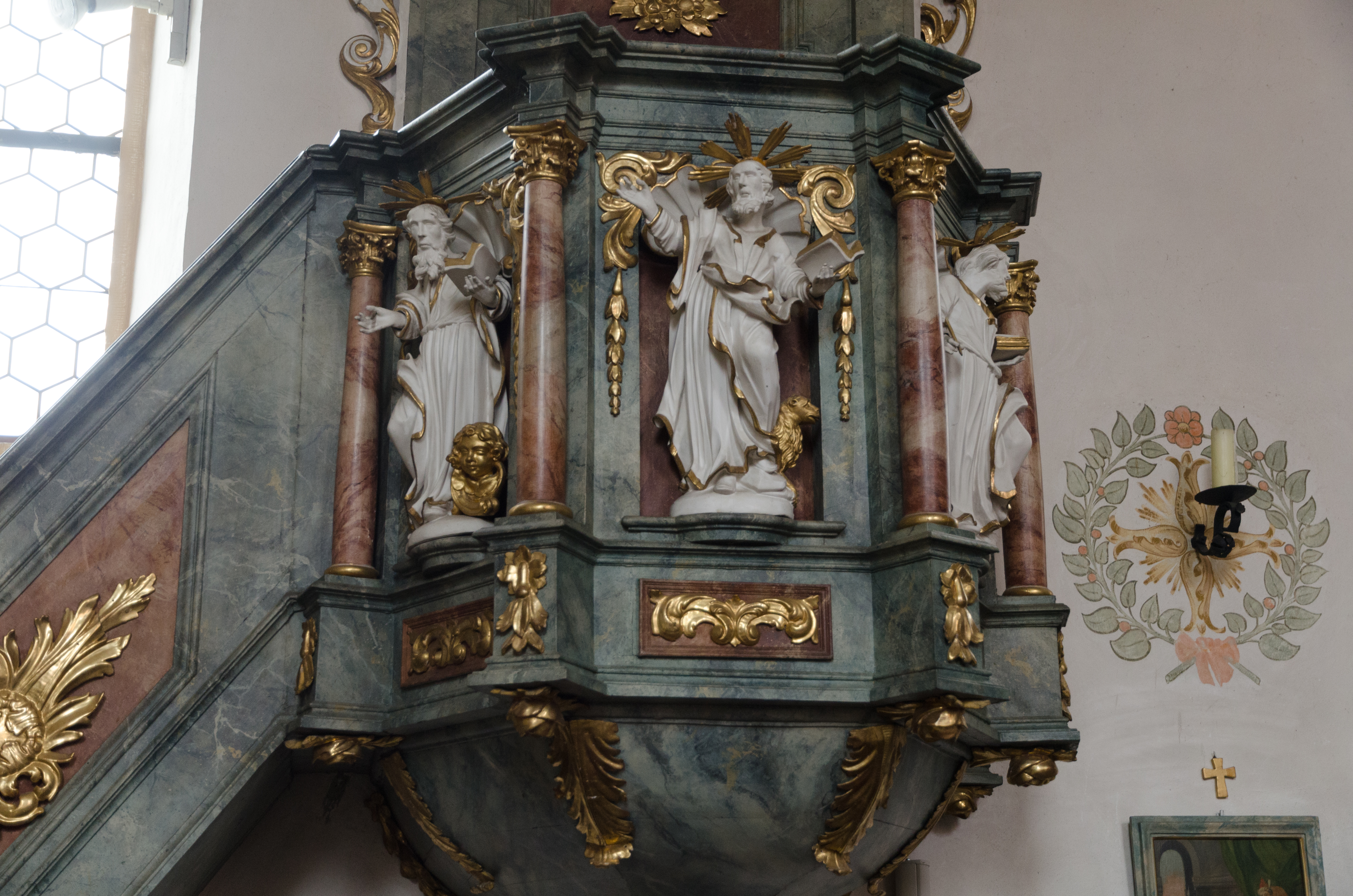
Skulpturen an Kanzel
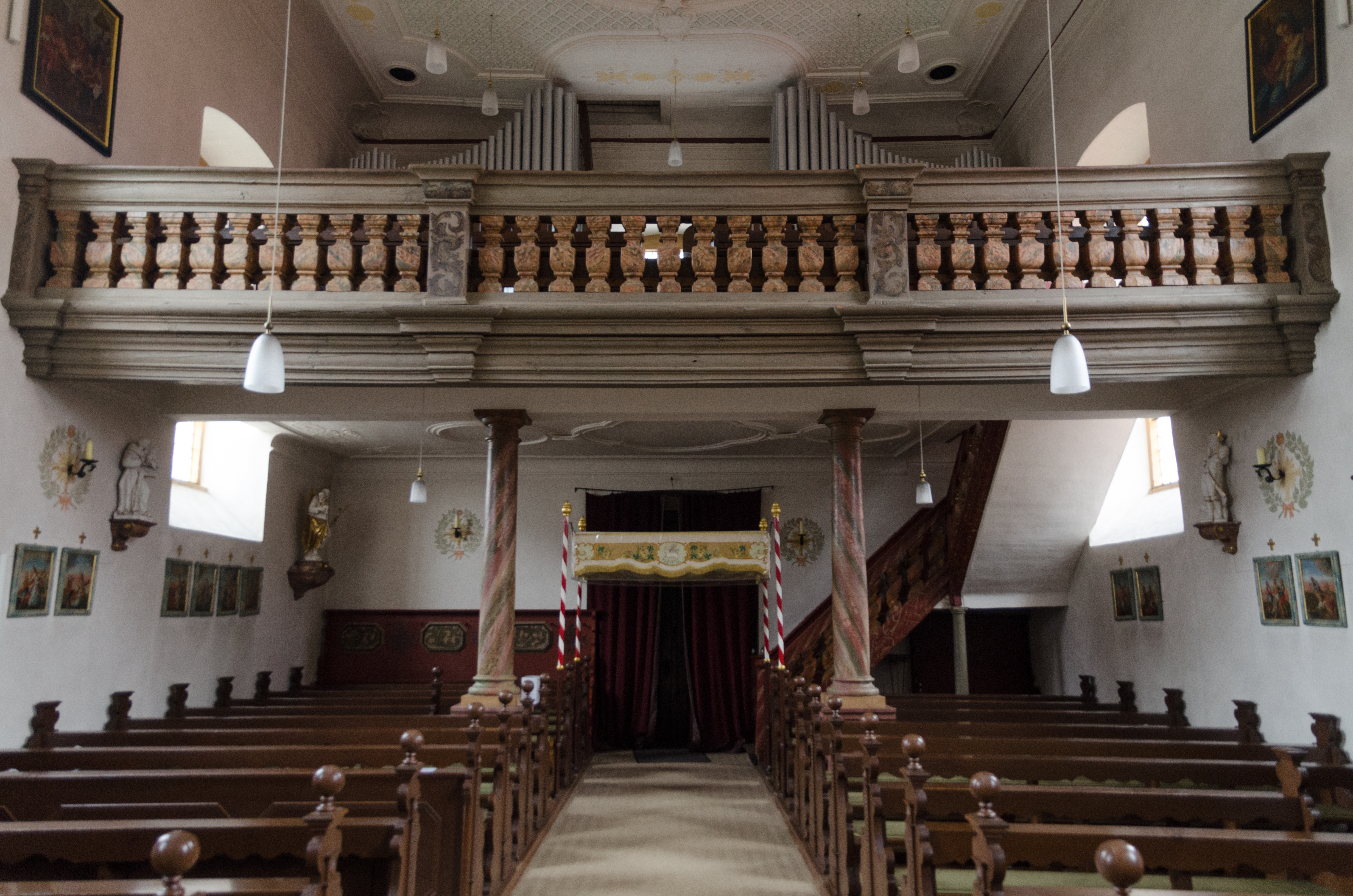
Langhaus mit Orgelempore
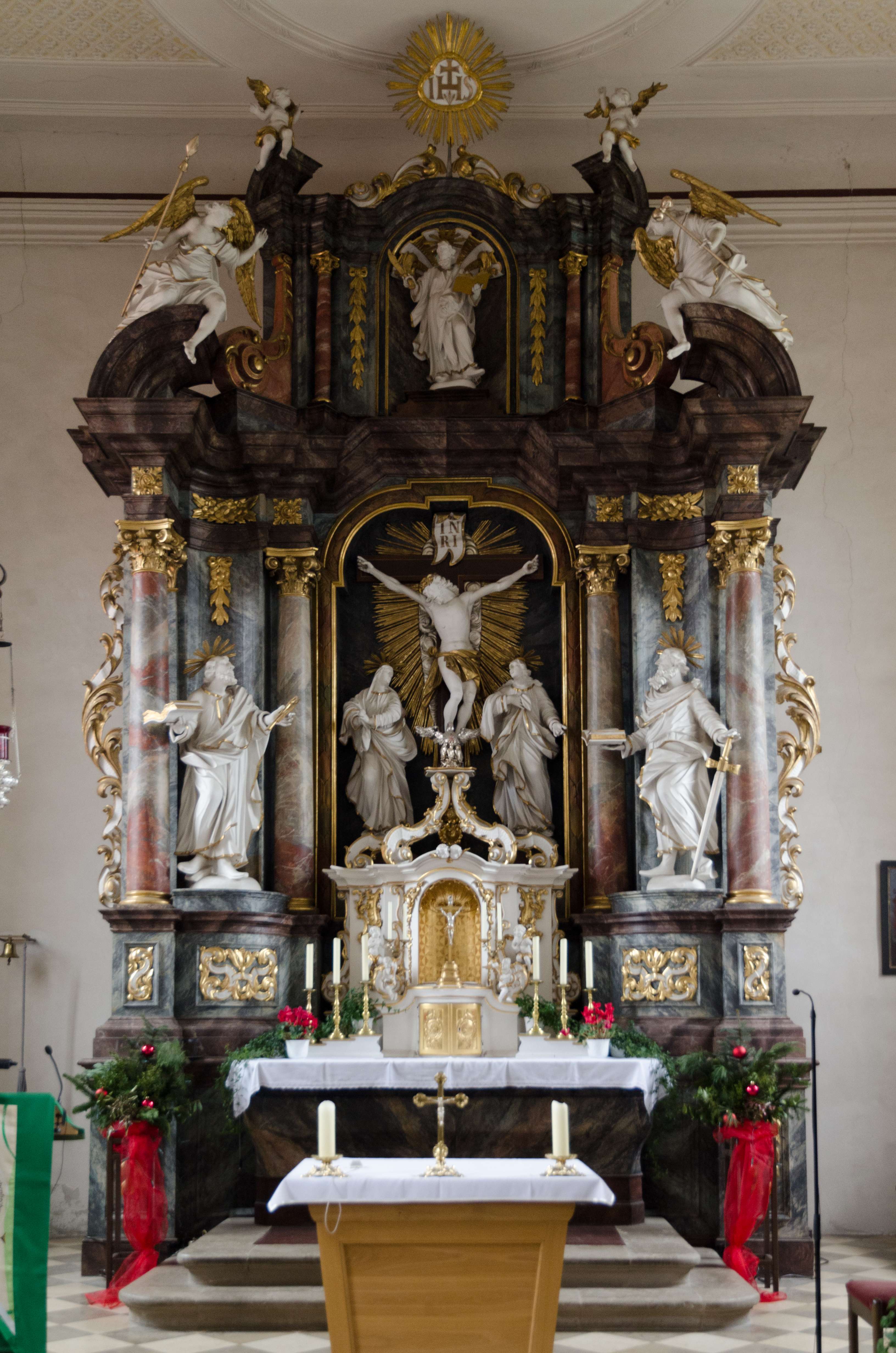
Altar

## Das Heilige Grab von Kleineibstadt
Im Jahre 2024 wurde das sechs Meter hohe und fünf Meter breite Heilige Grab in der Kirche Sankt Bartholomäus zur Karwoche wieder aufgebaut. Das Kunstwerk wurde 1764 vom Maler Johann Peter Herrlein aus Kleineibstadt und dem Schreiner Michael Markgraf aus Saal geschaffen und verdeckt passgenau den kompletten Altarraum. Acht hintereinander gestaffelte Kulissen erzeugen den Eindruck eines gewaltigen Raumes mit Wolkenbildern und geflügelte Engelfiguren, die sich hinter Säulen aus rötlichem Marmor abzeichnen. Im Durchblick zum Tabernakel ist mittig ein Stück des verhüllten Kreuzes sichtbar, seitlich flankieren zwei Wächter in Rüstungen mit Lanzen das Bild. Gekrönt wird die Kulisse mit einem geflügelten Engel, der ein Schweißtuch mit dem Antlitz Jesu in den Händen trägt. Zum Osterfest wird das verhüllte Kreuz durch eine Holzplatte mit dem goldfarbenen Relief einer Monstranz, die an der Rückseite eingehängt ist, ersetzt. Auf den Rückseiten der Kulissen sind Kerzenhalterungen montiert, eine Beleuchtung verstärkt die Perspektive.
Kaiser Joseph II. verbot im März 1782 „allen übermäßigen, dem Geist der Kirche nicht angemessene Aufputz, Prunk und Beleuchtung in den Kirchen sowohl als den Kapellen“, während der Säkularisation wurde den Kirchen von staatlicher Seite generell verboten, Heilige Gräber aufzustellen. Nach einem Antrag des Ortsausschusses von 1822 konnte das Heilige Grab in Kleineibstadt mit mehrjährigen Unterbrechungen bis in die 1960er Jahre in der Osterzeit aufgebaut werden und kam 1985 als Dauerleihgabe an das Grabfeldmuseum in Bad Königshofen. Nach einer Restaurierung mit Installation einer Bodenplatte und einer neuen Stützkonstruktion sowie einer farblichen Auffrischung wurde es im Museum Kartause Astheim präsentiert. In der Folge wurden die Metallösen an den Wänden links und rechts vom Altarraum der Kirche Sankt Bartholomäus obsolet, in die die Kulissen einst eingehängt wurde. Eine halbrunde Aussparung des hintersten Bildes war für die Abstützung auf dem Hochaltar erforderlich, durch die Sanierung rückte das Heilige Grab jetzt rund ein Meter vor in den Kirchenraum. Das Ensemble ist nach der Demontage im Zentraldepot der Kulturagentur Rhön-Grabfeld in Mellrichstadt gelagert.